# FC Bayern München in het seizoen 1981/82
Dit artikel beschrijft de prestaties van de Duitse voetbalclub FC Bayern München in het seizoen 1981/82, waarin de club de beker won en de finale van de Europacup I bereikte.

## Spelerskern
| Naam                  | Nationaliteit            | Geboortedatum | Vorige club              |
| --------------------- | ------------------------ | ------------- | ------------------------ |
| Keepers               |                          |               |                          |
| Walter Junghans       | Bondsrepubliek Duitsland | 26-10-1958    | Victoria Hamburg         |
| Manfred Müller        | Bondsrepubliek Duitsland | 28-07-1947    | ESV Ingolstadt           |
| Verdedigers           |                          |               |                          |
| Klaus Augenthaler     | Bondsrepubliek Duitsland | 26-09-1957    | /                        |
| Bertram Beierlorzer   | Bondsrepubliek Duitsland | 31-05-1957    | 1. FC Nürnberg           |
| Rudolf Böck           | Bondsrepubliek Duitsland | 06-06-1962    | /                        |
| Udo Horsmann          | Bondsrepubliek Duitsland | 30-03-1952    | SpVgg Beckum             |
| Kurt Niedermayer      | Bondsrepubliek Duitsland | 25-11-1955    | Karlsruher SC            |
| Hans Pflügler         | Bondsrepubliek Duitsland | 27-03-1960    | /                        |
| Hans Weiner           | Bondsrepubliek Duitsland | 29-11-1950    | Hertha BSC               |
| Helmut Winklhofer     | Bondsrepubliek Duitsland | 27-08-1961    | /                        |
| Middenvelders         |                          |               |                          |
| Paul Breitner         | Bondsrepubliek Duitsland | 05-09-1951    | Eintracht Braunschweig   |
| Wolfgang Dremmler     | Bondsrepubliek Duitsland | 12-07-1954    | Eintracht Braunschweig   |
| Bernd Dürnberger      | Bondsrepubliek Duitsland | 17-09-1953    | /                        |
| Peter Grünberger      | Bondsrepubliek Duitsland | 20-11-1962    | /                        |
| Günter Güttler        | Bondsrepubliek Duitsland | 31-05-1961    | /                        |
| Wolfgang Kraus        | Bondsrepubliek Duitsland | 20-08-1953    | Eintracht Frankfurt      |
| Stefan Schehl         | Bondsrepubliek Duitsland | 14-09-1962    | /                        |
| Ásgeir Sigurvinsson   | IJsland                  | 08-05-1955    | Standard Luik            |
| Aanvallers            |                          |               |                          |
| Kalle Del'Haye        | Bondsrepubliek Duitsland | 18-08-1955    | Borussia Mönchengladbach |
| Thomas Herbst         | Bondsrepubliek Duitsland | 05-10-1962    | /                        |
| Dieter Hoeneß         | Bondsrepubliek Duitsland | 07-01-1953    | VfB Stuttgart            |
| Reinhold Mathy        | Bondsrepubliek Duitsland | 12-04-1962    | /                        |
| Karl-Heinz Rummenigge | Bondsrepubliek Duitsland | 25-09-1955    | Borussia Lippstadt       |

- = Aanvoerder
- Werner Steinkirchner belandde in 1981 bij de amateurafdeling van Bayern München.

### Technische staf
| Functie         | Naam                          | Nationaliteit            |
| --------------- | ----------------------------- | ------------------------ |
| Coach           | Pál Csernai                   | Hongarije                |
| Assistent-coach | Reinhard Saftig               | Bondsrepubliek Duitsland |
| Teamarts        | Hans-Wilhelm Müller-Wohlfahrt | Bondsrepubliek Duitsland |

## Resultaten
| Bundesliga | DFB-Pokal | Europacup I         |
| ---------- | --------- | ------------------- |
|            |           |                     |
| Derde      | Winnaar   | Verliezend finalist |

## Uitrustingen
Hoofdsponsor: Iveco

Sportmerk: adidas
| Thuis | Uit | Alternatief | Doelman | Doelman | Doelman |

## Transfers

### Zomer
| Naam                     | Nationaliteit            | Van/naar        | Type           |
| ------------------------ | ------------------------ | --------------- | -------------- |
| Inkomend                 |                          |                 |                |
| Bertram Beierlorzer      | Bondsrepubliek Duitsland | 1. FC Nürnberg  | Gekocht        |
| Ásgeir Sigurvinsson      | IJsland                  | Standard Luik   | Gekocht        |
| Uitgaand                 |                          |                 |                |
| Hans-Georg Schwarzenbeck | Bondsrepubliek Duitsland |                 | Einde carrière |
| Joachim Benfeld          | Bondsrepubliek Duitsland | KV Mechelen     | Verkocht       |
| Norbert Janzon           | Bondsrepubliek Duitsland | FC Schalke 04   | Verkocht       |
| Jürgen Röber             | Bondsrepubliek Duitsland | Calgary Boomers | Verkocht       |

## Bundesliga

### Eindstand
|    | Club                     | Wed | Gew | Gel | Ver | Pnt | V-T   |
| -- | ------------------------ | --- | --- | --- | --- | --- | ----- |
| 1  | Hamburger SV             | 34  | 18  | 12  | 4   | 48  | 95-45 |
| 2  | 1. FC Köln               | 34  | 18  | 9   | 7   | 45  | 72-38 |
| 3  | FC Bayern München        | 34  | 20  | 3   | 11  | 43  | 77-56 |
| 4  | 1. FC Kaiserslautern     | 34  | 16  | 10  | 8   | 42  | 70-61 |
| 5  | SV Werder Bremen         | 34  | 17  | 8   | 9   | 42  | 61-52 |
| 6  | Borussia Dortmund        | 34  | 18  | 5   | 11  | 41  | 59-40 |
| 7  | Borussia Mönchengladbach | 34  | 15  | 10  | 9   | 40  | 61-51 |
| 8  | Eintracht Frankfurt      | 34  | 17  | 3   | 14  | 37  | 83-72 |
| 9  | VfB Stuttgart            | 34  | 13  | 9   | 12  | 35  | 62-55 |
| 10 | VfL Bochum               | 34  | 12  | 8   | 14  | 32  | 52-51 |
| 11 | Eintracht Braunschweig   | 34  | 14  | 4   | 16  | 32  | 61-66 |
| 12 | DSC Arminia Bielefeld    | 34  | 12  | 6   | 16  | 30  | 46-50 |
| 13 | 1. FC Nürnberg           | 34  | 11  | 6   | 17  | 28  | 53-72 |
| 14 | Karlsruher SC            | 34  | 9   | 9   | 16  | 27  | 50-68 |
| 15 | Fortuna Düsseldorf       | 34  | 6   | 13  | 15  | 25  | 48-73 |
| 16 | Bayer 04 Leverkusen      | 34  | 9   | 7   | 18  | 25  | 45-72 |
| 17 | SV Darmstadt 98          | 34  | 5   | 11  | 18  | 21  | 46-82 |
| 18 | MSV Duisburg             | 34  | 8   | 3   | 23  | 19  | 40-77 |

Kampioen Hamburger SV plaatste zich voor de Europacup I 1982/83
Bekerwinnaar Bayern München plaatste zich voor de Europacup II 1982/83
De nummers 2, 4, 5 en 6 van de competitie, 1.FC Köln, 1.FC Kaiserslautern, SV Werder Bremen en Borussia Dortmund namen deel in de UEFA Cup 1982/83
SV Darmstadt 98 en MSV Duisburg degradeerden naar de 2. Bundesliga
Kampioen FC Schalke 04 en de nummer twee Hertha BSC promoveerden uit de 2. Bundesliga
Bayer 04 Leverkusen wist zich na beslissingswedstrijden, 1-0 en 2-1, tegen de nummer drie van de 2. Bundesliga, Kickers Offenbach, te handhaven in de Bundesliga

## Individuele prijzen
| Prijs                   | Winnaar               |
| ----------------------- | --------------------- |
| Ballon d'Or             | Karl-Heinz Rummenigge |
| Onze d'Or               | Karl-Heinz Rummenigge |
| Topschutter Europacup I | Dieter Hoeneß         |

## Afbeeldingen

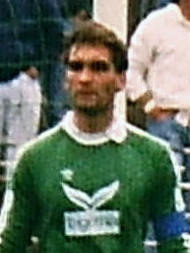
Walter Junghans (doelman)
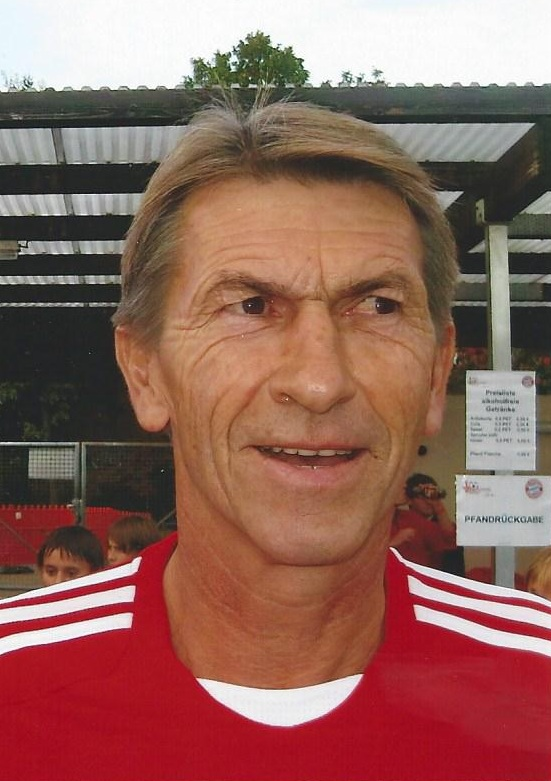
Klaus Augenthaler (verdediger)
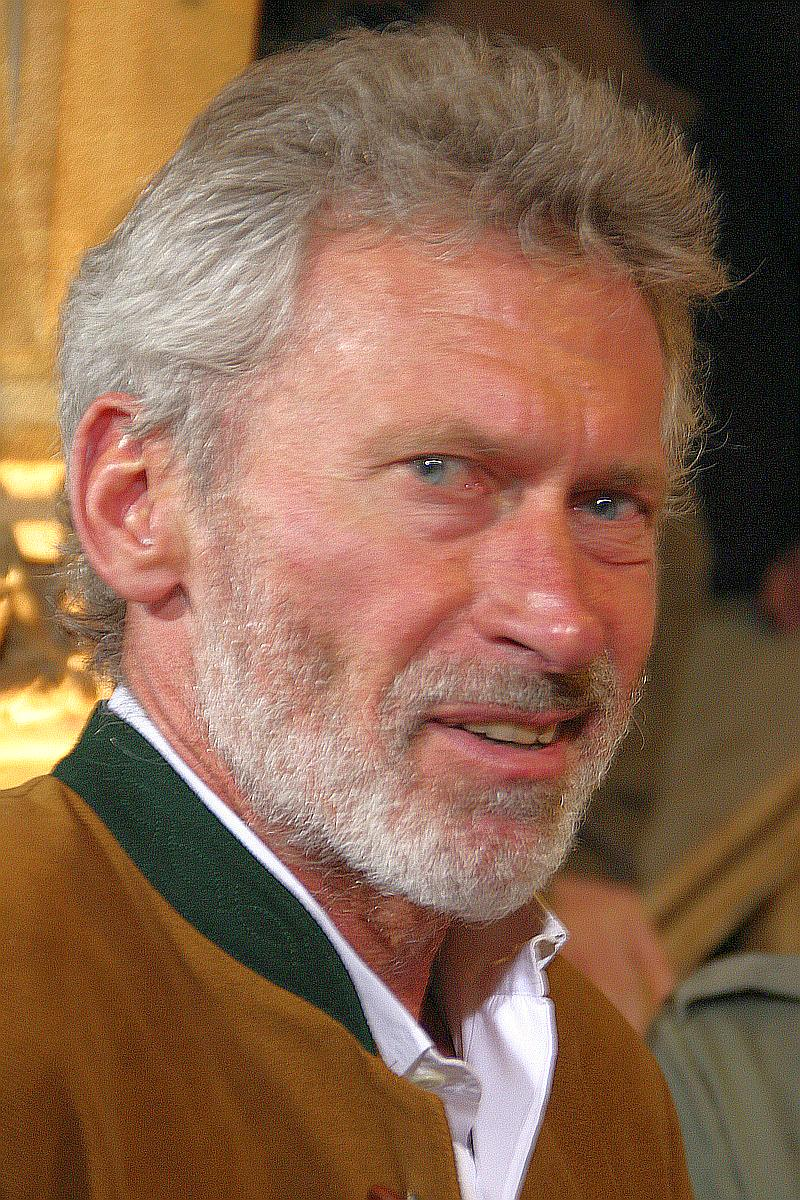
Paul Breitner (middenvelder)
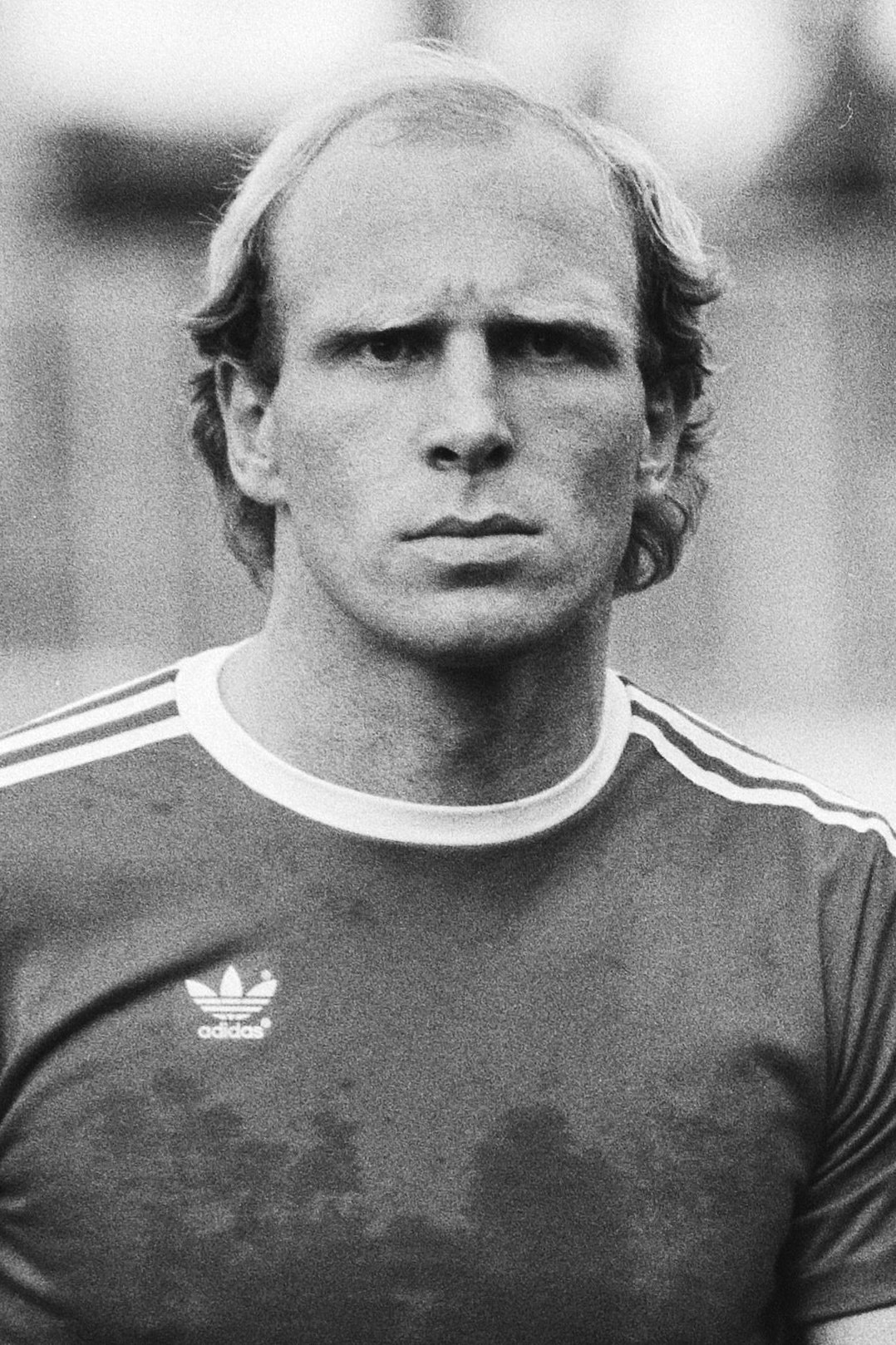
Dieter Hoeneß (aanvaller)
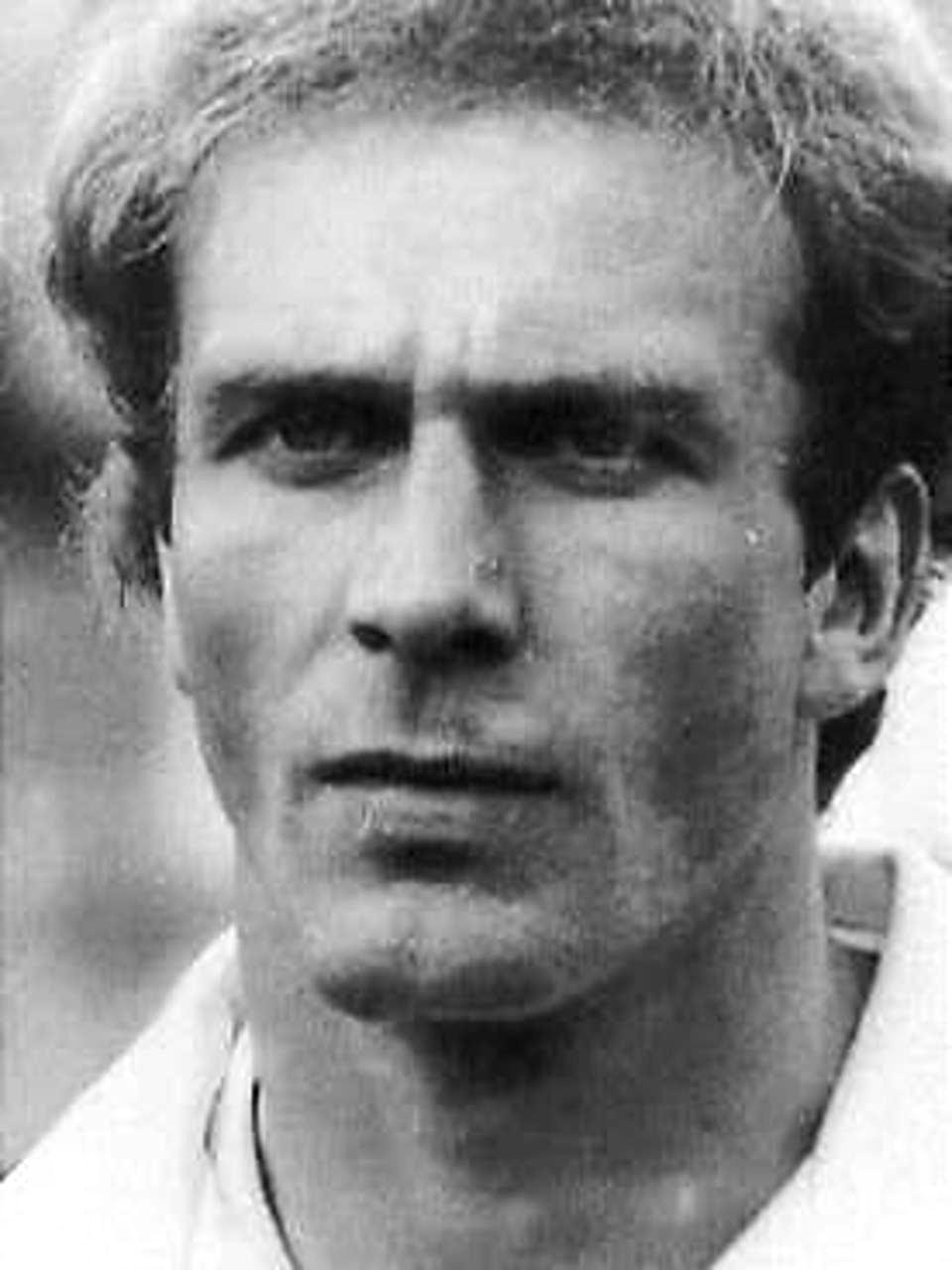
Karl-Heinz Rummenigge (aanvaller)